# Spectravideo SVI-318
El SVI-318 fue un Microordenador de 8 bits basado en el microprocesador Z80 de Zilog, fabricado por Spectravideo en 1983, en cuyo hardware se basó el diseño del estándar MSX. Se lanzaron dos modelos, el SVI-328 orientado al mercado más profesional, y el SVI-318, con menos memoria y peor teclado como modelo de gama baja.
Internamente son idénticas a los MSX, excepto por los ports y la disposición de la memoria. Basic con muy pocas diferencias, con muy fácil adaptación. Varias empresas sacaron adaptadores MSX. Spectravideo lanzó uno con port de Cartucho MSX y toma de casete MSX, pero no permitía la comunicación entre ambos modos. CGG (una empresa vasca) lanzó un cartucho y un disco que permitía no solo el uso de los juegos de cinta MSX y del MSX DOS, sino el pasar de modo SVI a MSX sin perder la memoria. No todos funcionaban, pero permite cargar una casete Basic MSX y cambiar a modo SVI, salvando en ese modo (las grabaciones MSX y SVI son incompatibles entre sí) 
En España es importada por varias firmas, hasta que Indescomp (luego Amstrad España) se hace con la distribución oficial, que luego pasa a SVI España al establecer la casa madre una filial ante el éxito de sus MSX y compatibles PC. En el apartado Educación es destacable un producto de SVI España: un SVI328 con SuperExpander y HD de 10/20 Megas, actuando como servidor de una red de SVI 328/MSX como aula informática
Véase también: SVI-328 , MSX

## Características
Las características del Spectravideo 318 son:
- microprocesador Zilog Z80 A a 3,6 MHz (de 8 bits y registro de direcciones de 16 bits).

- ROM de 32 Kb (16 de ellas el intérprete BASIC), ampliables a 96 Kb mediante cartuchos
- RAM de 16 Kb expandibles a 144 Kb mediante bancos externos (con los adaptadores MiniExpander o SuperExpander). 32 Kb accesibles directamente desde BASIC, aunque puede controlarse los bancos que ve el Zilog Z80
- VRAM de 16 Kb controladas por el chip de video TMS9918
- Caja rectangular de plástico blanco. Slot de cartucho protegido por trampilla en la parte superior. LED de Power. Tomas de Joystick en el lateral derecho. Tomas de casete, expansión y TV/AV en la trasera.
- Teclado de 67 teclas de goma tipo calculadora en formato QWERTY. Todas las teclas incluidas: Escape, Tab, Caps Lock, Control y 2 Shift. 5 teclas de función en la parte superior (usando Shift + Fn, un total de 10 funciones disponibles). Barra espaciadora normal. A la derecha 2 teclas especiales: Left Graph y Right Graph. Se utilizan con las alfanuméricas para producir los caracteres gráficos serigrafiados en el panel sobre cada tecla. Tecla Stop junto con 3 teclas de edición: (Copy, Paste/Insert, Out/Delete). Un led rojo en la tecla Caps Lock luce cuando tenemos clavadas Mayúsculas. Lo que más destaca es el brillante Joystick rojo montado en lugar de la tecla de cursor. De hecho, el Joystick controla el cursor. Una tecla Select, que actúa como botón de Fuego está situado arriba a la izquierda. (con la memoria es la diferencia con el hermano mayor SVI-328). En ambos modelos, las teclas de cursor eran consideradas el Joystik 0
- Sonido controlado por el chip AY-3-8912 con 3 canales de sonido más uno de ruido blanco. 8 octavas disponibles.
- Pantalla controlada por el Chip de gráficos TMS9918 con capacidad de sprites y caracteres redefinibles por el usuario. 16 colores disponibles. Dispone de 3 modos :
  - SCREEN 0 Texto en 40 x 24.
  - SCREEN 1 Gráficos en alta resolución de 256 x 192, con algunas restricciones en color.
  - SCREEN 2 Gráficos en baja resolución de 64 x 48
- Como soporte nativo utiliza :
  - Casete (interfaz propietaria) a 1200 baudios
  - Discos de 5'25 en formato CP/M SVI 328 (simple o doble cara)
  - Disco Duro de 10/20 Mb
  - Cartucho ROM de hasta 64 Kb
- Sus conectores de entrada / salida son
  - Conector de TV (modulador RF NTSC o PAL).
  - Conector DIN 5 de Video Compuesto.
  - Puerto Cartucho SVI
  - Slot de Expansión.
  - Interfaz de casete propio. (1200 baud)
  - 2 ports de joystick/paddle/ratón/tracball norma MSX. Aceptan joystick norma Atari.
  - Conector de fuente de alimentación externa

## Ampliaciones
- SV-803 Tarjeta de Ampliación de memoria, 16 Kb
- SV-807 Tarjeta de Ampliación de memoria, 64 Kb
- SV-805 Tarjeta de puerto RS 232
- SV-701 Módem interno 300 Bd
- SV-802 Tarjeta Puerto Centronics
- SV-806 Tarjeta 80 columnas
- SV-801 Tarjeta controladora de floppys
- Controladora de HD
- Tarjeta de red
- SV-602 MiniExpander permite conectar una sola tarjeta .
- SV-601a Expander proporciona alimentación y varios slots, con los floppys externos.
- SV-601b El SuperExpander, lo mismo pero con floppys y HD internos (carcasa parecida a la del IBM PC)
- SV-603 Adaptador de cartuchos Colecovision
- SV-901 Impresora 80 columnas 50 cps (una Seikosha rebautizada). Se vendía con la SV-801
- SV-902 Unidad de floppy externa. Inicialmente SSDD, se sacan también DSDD
- SV-903 Unidad de casete SVI
- SV-105 Tableta Gráfica
- Joysticks QuickShot I, II y III. SVI es desde siempre fabricante de joystics muy apreciados (algunos extravagantes, pero bien diseñados). Es muy posible que tengas uno en tu PC o consola bajo marca Logic 3. Los I y II son estándar, siendo el II uno de los más apreciados por los jugones de todos los sistemas. El III es un diseño especial para utilizar con la SV-603 e incluso con la consola Colecovision

## Fuente
- El Museo de los 8 Bits